# Csomagtovábbítás

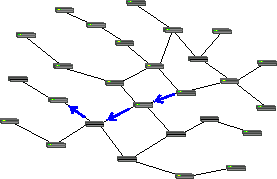
Unicast csomagtovábbítás, az internet forgalmának nagy részét alkotja

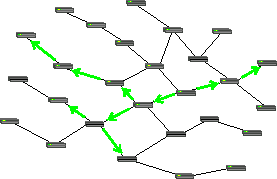
Multicast csomagtovábbítás, tipikus a PIM (protokollfüggetlen többesküldés) esetén

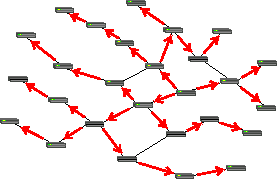
Broadcasting csomagtovábbítás vagy üzenetszórás, hálózati híddal elküldönített Ethernet hálózatban tipikus

A csomagtovábbítás vagy packet forwarding egy számítógép-hálózat két hálózati szegmense között csomagok továbbítása egy hálózati csomópont által.
A legegyszerűbb továbbítási modellben – ez a unicasting – egy csomagot hálózati csomópontról csomópontra, a csomópontok közötti kapcsolatok alkotta láncon keresztül továbbítanak a csomag forrásától a céljáig. Természetesen más továbbítási modellek is léteznek. A broadcasting (üzenetszórás) során a csomagot sokszorosítják és a másolatokat több kapcsolaton keresztül elküldik a hálózat minden eszközéhez. A gyakorlatban a broadcastolt csomagokat csak egy szórási tartományon (broadcast domain) belül található eszközök kapják meg, így a broadcast relatív értelemben értendő.
Az üzenetszórásnál ritkább, de talán hasznosabb-fontosabb modell a multicasting (többes címzés vagy többesküldés), ahol a csomagot szelektíven sokszorozzák meg és a másolatokat csak a hálózat kiválasztott csomópontjainak küldik tovább.
Egyes hálózati technológiákhoz egyes továbbítási modellek különösen illeszkednek. Például az 1-1 számítógépet összekötő száloptikák vagy rézkábelek természetes unicast közeget alkotnak; a kábel egyik végén kibocsátott adatot egyetlen gép fogadja a kábel másik végén. Persze, ahogy az ábrákon is látszik, a csomópontok továbbíthatják a fogadott csomagokat, így megvalósítva a multicast vagy broadcast modellt a természetes unicast közegen.
Hasonlóan, a hagyományos Ethernet (a 10BASE5 és 10BASE2, de a modernebb 10BASE-T már nem) természetes broadcast közeget alkot – minden csomópont egyetlen hosszú kábelre van felfűzve és bármelyik eszköz bocsát ki egy csomagot, azt az összes többi, a kábelre felfűzött eszköz észlelheti. Az Ethernet-csomópontok a nem nekik címzett csomagok figyelmen kívül hagyásával implementálják a unicast továbbítást. A vezeték nélküli hálózatok (pl. Wi-Fi) természetes multicast közeget alkotnak; minden eszköz, ami az adó vételi sugarában helyezkedik el, képes az összes csomag fogadására. A csomópontok figyelmen kívül hagyhatnak más eszközöknek címzett csomagokat, de szükséges a továbbítás is azon eszközök számára, akik a vételi sugáron kívül helyezkednek el.
Az olyan hálózati csomópontoknak, amelyek több kimenő kapcsolattal rendelkeznek, döntést kell hozniuk arról, hogy adott csomag továbbítására melyik kapcsolatot használják (vagy akár többet is közülük). Ez a döntési folyamat, bár koncepcionálisan egyszerű, néha a gyakorlatban igen bonyolult is lehet. Mivel ezt a döntést minden egyes csomag kezelésekor meg kell hozni, ezért a döntés ideje a hálózati teljesítmény fontos korlátozó tényezője. A nagy sebességű útválasztók és hálózati kapcsolók tervezésekor nagy hangsúlyt fektetnek arra, hogy minél több csomag továbbításával kapcsolatban minél gyorsabb döntést tudjon hozni az eszköz.
A továbbítással kapcsolatos döntés általában a következő két módszer egyikével történik: az útválasztás (routing) felhasználja az eszköz címébe kódolt, annak hálózati helyével kapcsolatos információkat; az áthidalás (bridging) nem használ ilyen előfeltételezéseket, hanem broadcasting segítségével igyekszik megtalálni az ismeretlen hálózati címek helyét. A broadcasting nagy hálózati terhelést okoz, így nagyobb hálózatokban, különösen az interneten az útválasztás terjedt el; a bridging visszaszorult a kisebb hálózatokba, ahol a broadcasting hálózati vízfeje tolerálható. Azonban, mivel a nagyobb hálózatokat általában sok kisebb, egymással összekötött hálózat alkotja, ezért nem mondhatjuk azt, hogy a bridging ne lenne használatban az interneten; helyesebb úgy mondani, hogy felhasználása lokalizált.

## Fordítás
- Ez a szócikk részben vagy egészben a Packet forwarding című angol Wikipédia-szócikk ezen változatának fordításán alapul.  Az eredeti cikk szerkesztőit annak laptörténete sorolja fel. Ez a jelzés csupán a megfogalmazás eredetét és a szerzői jogokat jelzi, nem szolgál a cikkben szereplő információk forrásmegjelöléseként.